# Rakija

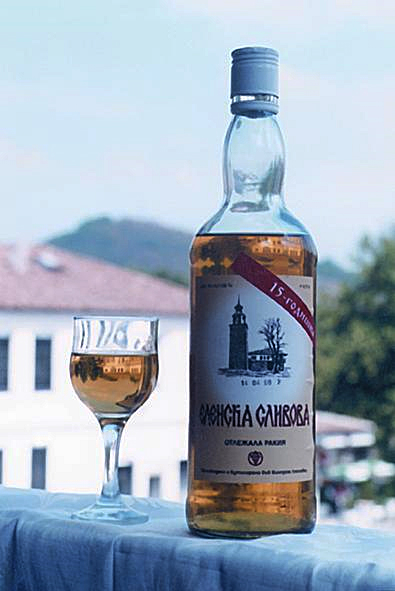
Rakija de prune de Bulgarie

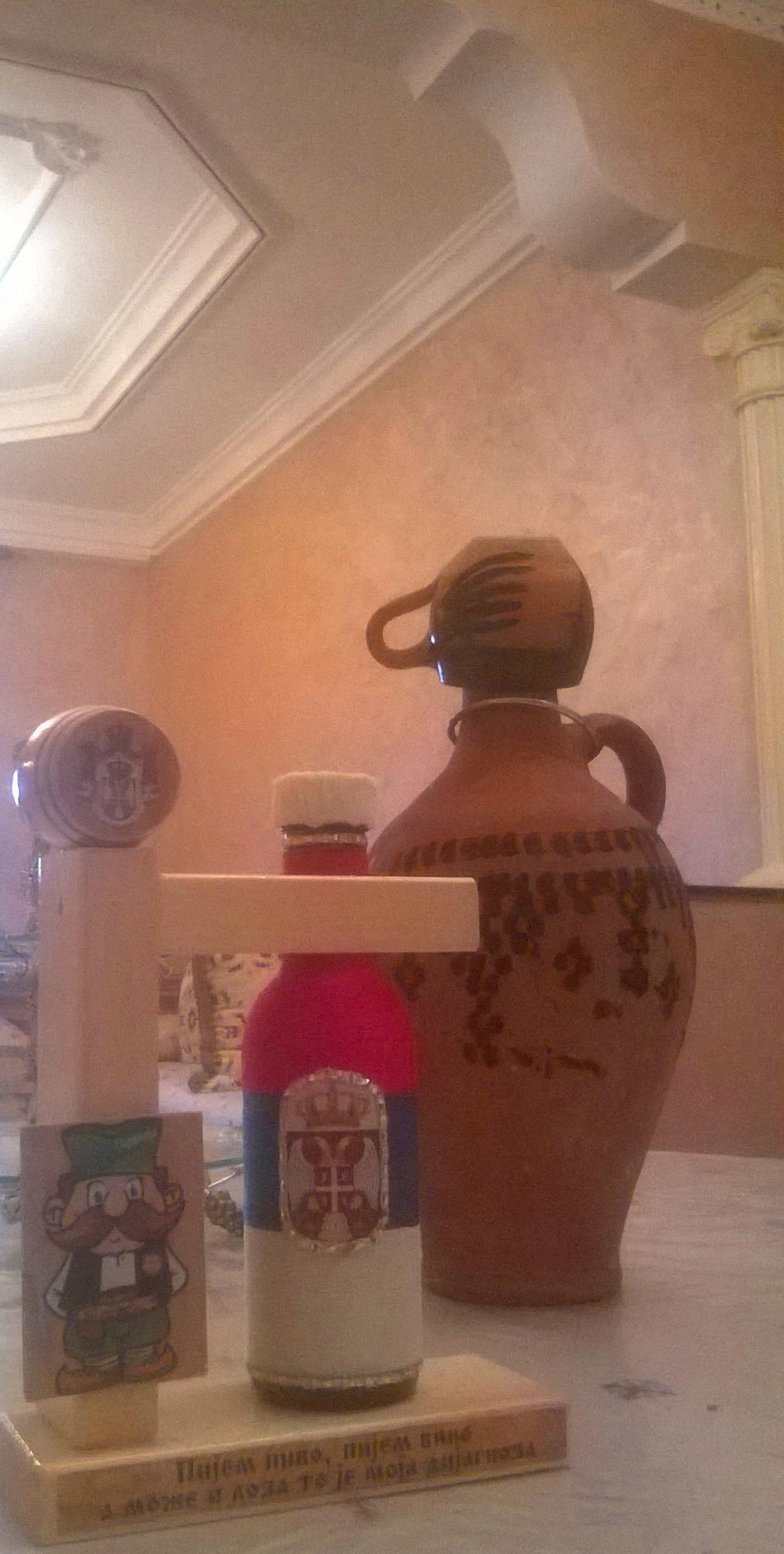
C'est aussi la boisson traditionnelle en Serbie

La rakia ou rakija (albanais : raki ; bulgare : ракия ; serbe : ракија ; roumain : rachiu ; croate, slovène, serbe latin et bosnien : rakija) est une eau-de-vie obtenue par distillation de jus de fruits fermentés, très populaire à travers les Balkans et aussi alcool national en Bulgarie, Serbie, Slovénie, Bosnie-Herzégovine, Croatie, en Macédoine du Nord, en Albanie et au Monténégro. Le nom a probablement comme origine le mot turc rakı, désignant les alcools distillés (et particulièrement le rakı).

## Variétés
Son degré d'alcool avoisine normalement les 40 %, mais certaines rakia produites localement peuvent atteindre les 55 à 65 %. La Prepečenica (en serbe) est une rakia doublement distillée, dont la teneur en alcool peut parfois dépasser les 80 %.
Sa forme la plus commune, la шљивова (šljivova) (en serbe cyrillique) ou šljivovica, est produite à partir de prunes, mais on en produit également à partir de raisins (eau-de-vie de vin), pêches, abricots, pommes, figues, et coings. La rakia de prune peut encore être mélangée après distillation avec d'autres ingrédients, tels des herbes, du miel, des griottes ou des noix.
La rakia est normalement incolore (à moins que des herbes ou d'autres ingrédients y soient ajoutés). Quelques-unes des formes de rakia sont gardées dans des tonneaux en bois (chêne ou mûrier), ce qui leur confère un arôme spécifique et une couleur ambrée. On la boit généralement dans des verres de 3 à 5 cl (en Bulgarie les restaurants appellent « petite rakia » les verres de 5 cl et « grande rakia » ceux de 10 cl[réf. nécessaire]).

## En Serbie
En Serbie, la rakija est un alcool très populaire. Une légende serbe raconte que ce nom viendrait des haïdouk serbes qui la nommèrent en turc, d'après l'alcool turc rakı, pour se moquer des Ottomans.
La rakija est un signe d'hospitalité en Serbie. Il n'y aurait pas d’heure pour la consommer. Le matin, elle chaufferait l'âme, réveillerait le corps. À l'heure du repas, elle ouvrirait l’appétit, puis terminerait le repas, présumément pour bien digérer et bien dormir. Comme c'est le cas pour de nombreux alcools forts, la culture populaire considère la rakija comme un remède universel, qui soulagerait à peu près tout : douleur dentaire, état grippal, douleurs musculaires... ou qui permettrait encore de se réchauffer. En cataplasme, la rakija apaiserait les maux de gorge. 
En Serbie, il existe une grande variété de rakija, avec un niveau d'alcool entre 20 et 60 degrés : 
- La prune est la plus commune. La fameuse šljivovica serbe et d'ailleurs la plus célèbre dans les Balkans ; production en Serbie : Šumadija ;
- La rakija de coing (dunja), production en Serbie de l'Est ;
- de poire (kruška) ;
- La medika, la plus « traîtresse » car elle se boit comme du petit-lait, à base de miel et parfumée à la propolis ;
- La plus « thérapeutique » est la travarica, distillée avec des herbes de menthe, romarin, lavande, sauge ou absinthe ;
- de cerise ;
- de raisin, en deux versions :  la loza, version la plus forte de rakija, jusqu'à 60 %, et la komovica, utilisable en cataplasme pour les muscles meurtris, à base de moût et de marc de raisin, souvent aromatisées avec des griottes ou des herbes ; production en Serbie, Pomoravlje ;
- de framboise ;
- de noix ;
- de châtaigne ;
- d' églantine ;
- d'asperge ;
- de rose ;
- de figue ;
- d'olive ;
- d'aneth ;
- de pin ;
- de tournesol.

Le plus important pour la rakija est son origine. En Serbie, la plupart des paysans serbes ont leur alambic pour produire leur rakija. Les rakijas industrielles sont très loin derrière en qualité par rapport aux productions artisanales des familles serbes. Les paysans les plus amoureux de cet alcool le font vieillir dans des fûts de chêne ou de mûrier, se vantant de pouvoir rivaliser avec les cognacs ou armagnacs les plus fins. La diaspora serbe a propagé la connaissance de cet alcool à travers le monde. Aujourd'hui elle est connue de Belgrade à Toronto, une chaîne de bars à rakija design est devenue tendance.

## Place dans la cuisine bulgare
En Bulgarie, elle est communément servie en entrée avec de la salade chopska ou une soupe froide de concombre au yaourt (tarator), et des légumes au vinaigre (turshiya). La rakia greyana, est servie chaude et adoucie par du miel ou du sucre.

## Usage rituel

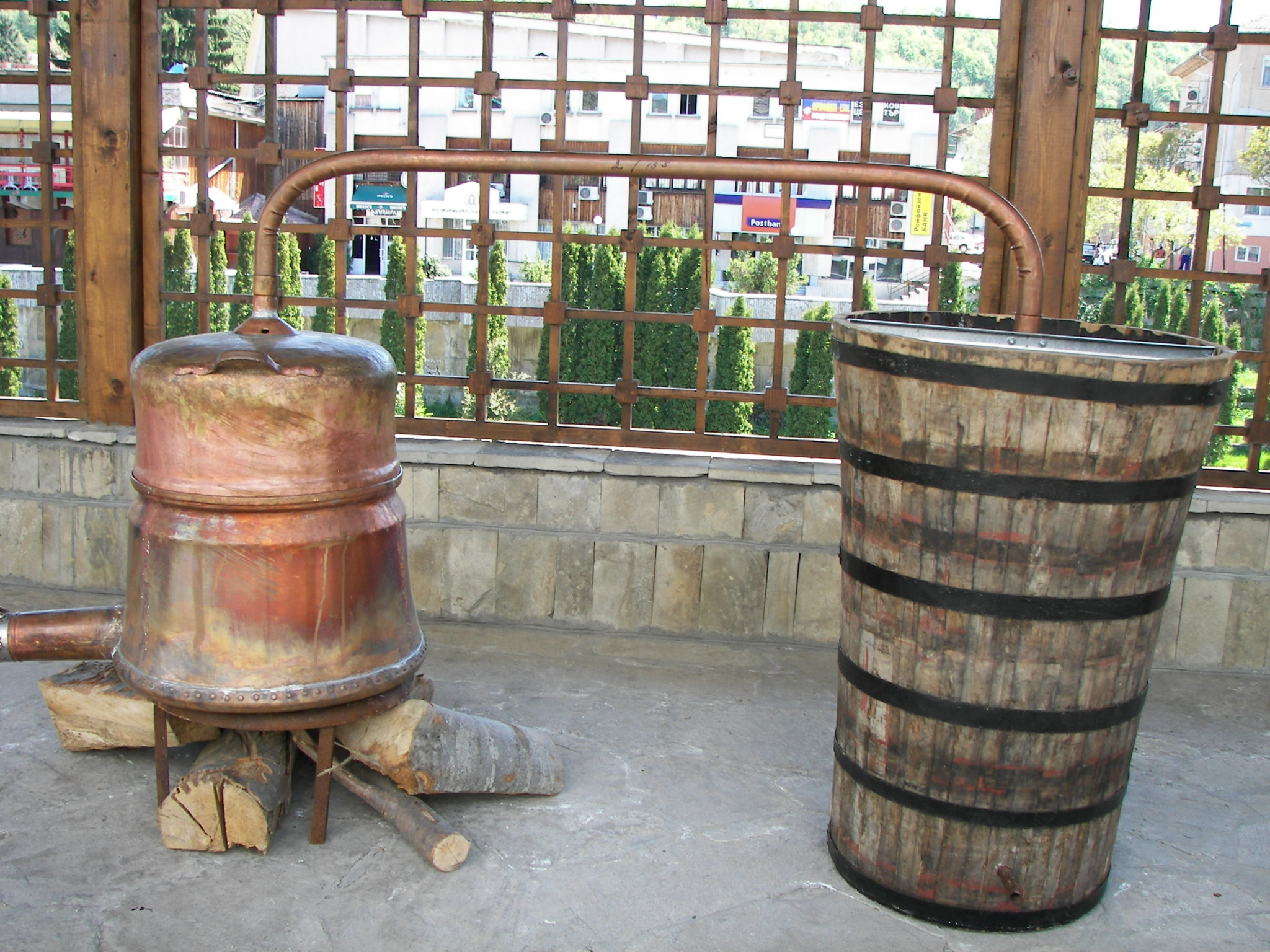

Même si les églises orthodoxes et catholiques des Balkans utilisent principalement le vin dans leurs rites eucharistiques, la rakia y est utilisée pour certains usages.
Lors d'une cérémonie funéraire dans les églises orthodoxe et catholique des Balkans, on offre par exemple aux visiteurs un morceau de pain (pogača) et un verre de rakia. Et avant de trinquer à la mémoire des disparus, la tradition veut que l'on répande sur la tombe un peu de rakia pour le défunt avant de boire le reste.
Lors des cérémonies de mariage, le père du marié va de table en table pour offrir un verre de rakia à ses hôtes, en portant un toast au bonheur des nouveaux mariés. D'une manière générale, la rakia est offerte aux invités comme signe de bienvenue.
De la rakia chauffée dans de grandes bouilloires (kuvana ou greyana) est souvent servie aux visiteurs de diverses festivités de plein-air, en particulier les jours d'hiver. Cette préparation est similaire au vin chaud, des variétés de rakia moins fortes (ou diluées avec de l'eau) étant utilisées et servies avec du miel, du sucre et des épices.